# Brinches
Brinches is een plaats (freguesia) in de Portugese gemeente Serpa en telt 1175 inwoners (2001).